# Franz Cramer
Pour les articles homonymes, voir Cramer.
Franz ou François Cramer, né en 1772 - mort le 1er août 1848, est un violoniste et chef d'orchestre britannique d'origine allemande, maître de musique de la reine de 1834 jusqu'à sa mort.
Il naît à Mannheim ou Londres, fils de Wilhelm Cramer et frère de Johann Baptist Cramer. Il est sans aucun doute l'élève de son père. On ne sait presque rien au sujet de ses activités ou compositions mais il est nommé maître de musique du roi en 1834 par le roi Guillaume IV et succède à Christopher (ou Christian) Kramer (sans lien de parenté). Le roi meurt en 1837 et Franz Cramer devient maître de musique de la reine Victoria.
Il meurt en 1848 âgé d'environ 76 ans et George Frederick Anderson lui succède.
La seule composition de Cramer qui nous est parvenue est un capriccio (Album Leaf) pour violon dont le manuscrit est conservé au British Museum.